# Siedlimowice
Siedlimowice est une localité polonaise de la gmina de Żarów, située dans le powiat de Świdnica en voïvodie de Basse-Silésie.

## Histoire
De 1742 à 1945, Schönfeld fait partie de l'arrondissement de Schweidnitz dans le district de Breslau au sein de la province de Silésie.

## Personnalités liées à la ville
- August von Pückler (1864-1937), homme politique né à Schönfeld.